# Josefov (Praha)
Josefov (německy Josefsstadt) je městská čtvrť Prahy v ohybu Vltavy obklopená Starým Městem, součást městské části Praha 1. Josefov je také nejmenší pražské katastrální území o rozloze 8,81 ha.
Od středověku zde bývalo Židovské Město (ghetto), které se po svém zrušení v polovině 19. století proměnilo v chudinskou čtvrť. Ta byla v rámci Pražské asanace zbourána a nahrazena novou zástavbou. Zachovány zůstaly jen nejvýznamnější židovské památky, Staronová a některé další synagogy, starý hřbitov a radnice. Původní katastr Josefova, existující do roku 1944, se skládal ze dvou oddělených enkláv – větší západní a malé východní.

## Označení a administrativní začlenění
Od 13. století mělo židovské osídlení charakter samostatného města s vlastní samosprávou uvnitř hradeb Starého Města. Nazývalo se V Židech, později Židovské Město (německy Judenstadt) nebo pro svou uzavřenost Židovské ghetto.
Součástí královského hlavního města Prahy se Josefov stal roku 1850. Nově byl pojmenován po Josefu II., synu Marie Terezie, z vděčnosti za osvícenecké reformy, které židovskému obyvatelstvu rozšířily práva. Byl však zároveň nazýván Pátá čtvrť, protože byl od sjednocení čtyř historických měst tvořící čtyři čtvrti města v roce 1784 první a do připojení Vyšehradu roku 1883 jedinou čtvrtí, která rozšířila Prahu.
V oficiálním administrativním dělení Prahy byl Josefov označován Praha V, což se v nějaké formě dochovalo do administrativní reformy roku 1949. S označení římskou číslicí pět se lze dosud setkat na některých tabulkách nebo například v památkářské literatuře, kde jsou domy k. ú. Josefov označovány ve formátu č.p./V. Jako evidenční část obce a jako katastrální území existuje Josefov i nadále a svou rozlohou je nejmenší z pražských částí, hustotu zalidnění má naopak ze všech částí největší.

## Historie

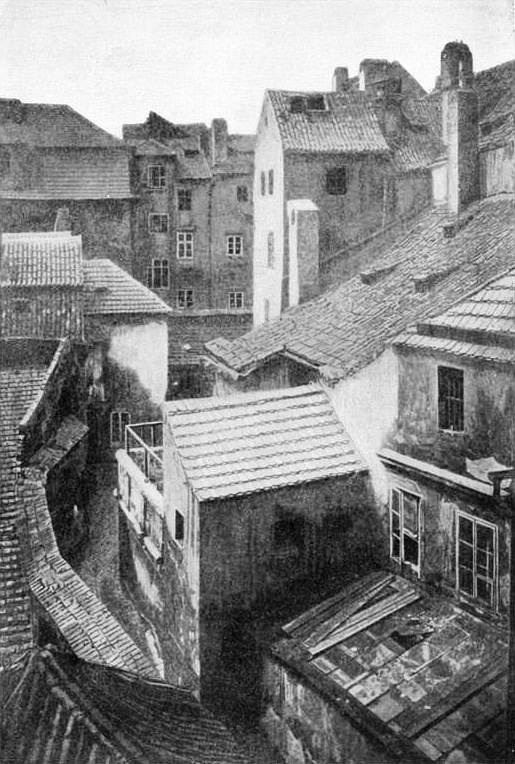
Židovské ghetto před asanací

Židé v Praze jsou doloženi již v 10. století, koncem 11. století tvořili prosperující komunitu, která byla usazena na minimálně dvou místech a v roce 1096 byla těžce postižena pogromem za tažení první křížové výpravy.
Oblast Josefova se stala sídlem pražských Židů nejpozději po roce 1142, kdy vojska Konráda II. Znojemského při obléhání Pražského hradu po bitvě u Vysoké vypálila nejstarší pražskou synagogu a židovskou osadu snad v místech Malé Strany. Je však možné, že zde byla již dříve jedna z pražských židovských osad, k nejstarším dějinám chybí dostatek historických pramenů.
Již ve 12. století byla vybudována synagoga zvaná Stará škola, zbořená v 19. století. Od roku 1215, kdy čtvrtý lateránský koncil mj. nařídil segregaci židů od křesťanského obyvatelstva, začala mít čtvrť charakter ghetta. Hospodářský rozkvět města v druhé polovině 13. století ilustruje vybudování Nové či později zvané Staronové synagogy v honosném gotické slohu. Její okolí nazývané „V Židech“ se stalo hlavním centrem Židovského Města, zatímco oblast u Staré školy se nazývala „V Podžidí“. Je možné, že v místech Široké ulice vedla stará cesta od brodu v místech Mánesova mostu a soustředění židovského obyvatelstva do těchto míst umožnilo po roce 1172 přeložení hlavní obchodní cesty jižněji, k novému Juditinu mostu. Oba okrsky Židovského Města byly po založení Starého Města uvnitř jeho hradeb, ale od něj oddělené.
V roce 1389 byl na Velikonoce rozpoután velký protižidovský pogrom, zvaný též Krvavé Velikonoce, při kterém byla zabita velká část obyvatel ghetta.
I v 15. a 16. století se uskutečnilo několik pogromů, opakovaně byli Židé také vykázáni ze země. Velký rozvoj ghetta nastal za vlády Rudolfa II., který často využíval služeb dvorského Žida Mordechaje Maisela, který financoval mnohé nové stavby v židovském ghettu (Židovská radnice, Vysoká synagoga, Maiselova synagoga). V ghettu také působili mnozí známí učenci, např. Jehuda ben Becalel, Josef ben Šlomo Delmedigo.
V roce 1648 udělil císař Ferdinand III. židovské obci válečnou zástavu pro pomoc v boji proti Švédům během třicetileté války. Po skončení třicetileté války byla zrušena omezení osidlování mimo ghetto. Za panování Karla VI. se však situace opět změnila, když v roce 1726 císař vydal translokační reskript, který nařizoval opětovné uzavření Židů do ghett, a familiantský zákon, stanovující numerus clausus (maximální počet židovských rodin v zemi).
V roce 1689 postihl Židovské město velký tzv. francouzský požár Prahy, přičítaný francouzským agentům, kteří jej měli způsobit v rámci taktiky spálené země, kterou Ludvík XIV. systematicky uplatňoval v této fázi Devítileté války. Požár nakonec nejvíce postihl Židy. Ti si poté vymohli obnovení židovského města v původní podobě.
V roce 1744 byli Židé výnosem Marie Terezie, kvůli údajné spolupráci s protivníkem za války proti Prusku a pruské okupace Prahy, vypovězeni z Čech a tedy i z Prahy a ghetta. Město však po odchodu Židů zaznamenalo obrovský hospodářský pokles, a tak bylo od dalšího vyhánění upuštěno, návrat byl Židům oficiálně povolen roku 1748 za tzv. toleranční daň. Roku 1754 postihl ghetto další ničivý, zřejmě úmyslně založený požár.
K zásadní změně došlo za vlády Josefa II., jenž židovské obyvatelstvo začal zrovnoprávňovat s ostatními, Židé se tedy mohli začít usazovat i mimo ghetto. Bohatší židovské rodiny se tak začaly stěhovat mimo ghetto, kde zůstávala chudina a stěhovala se sem i chudina nežidovská. Definitivně bylo ghetto zrušeno v roce 1848, v roce 1850 pak přejmenováno na Josefov a přičleněno k Praze.
| Rok            | 1869   | 1880   | 1890   | 1900  | 1910  | 1921  | 1930  | 1950  | 1961  | 1970  | 1980  | 1991  | 2001  | 2011  | 2021 |
| -------------- | ------ | ------ | ------ | ----- | ----- | ----- | ----- | ----- | ----- | ----- | ----- | ----- | ----- | ----- | ---- |
| Počet obyvatel | 10 296 | 10 668 | 11 535 | 9 047 | 3 376 | 4 070 | 3 497 | 3 077 | 3 679 | 3 168 | 2 769 | 2 354 | 1 997 | 1 508 | 977  |

### Asanace

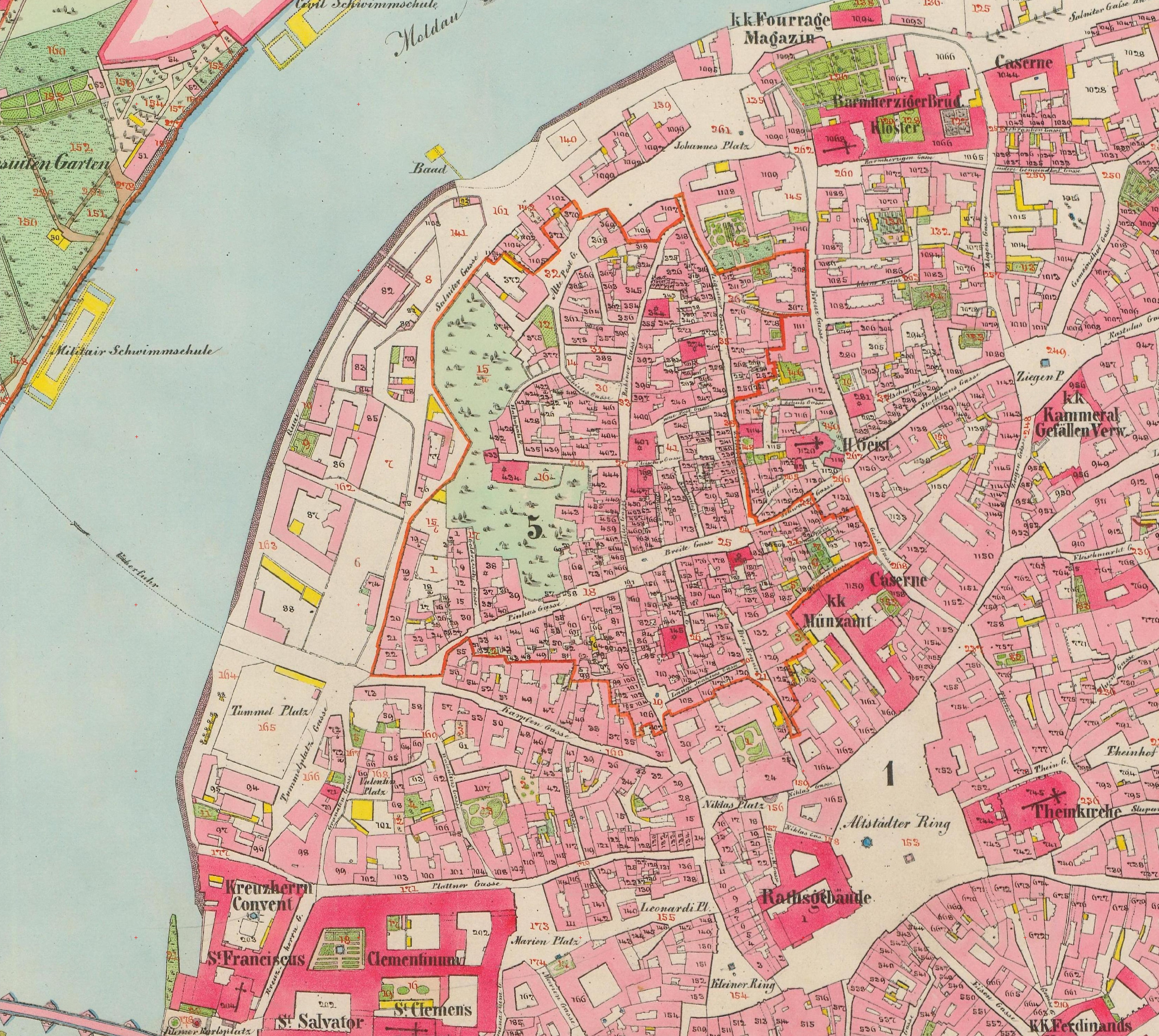
Stará katastrální mapa původního katastru Josefova a okolí, zachycující situaci před asanací. Červeně je zvýrazněna hranice josefovské západní enklávy.

Původní Židovské ghetto bylo koncem 80. let 19. století coby chudinská čtvrť odsouzeno k „asanaci“. Zda byly pravým důvodem neřešitelné hygienické podmínky „středověké zástavby“, jak se tehdy tvrdilo, či šlo spíše o snahu podnítit nový stavební rozvoj oblasti a získat lukrativní pozemky v centru města, o to dosud historikové vedou spory. Město toužilo spíše po širokých bulvárech vídeňského či pařížského formátu, než po křivolakých středověkých uličkách.
Veřejnou soutěž v roce 1885 nakonec vyhrál projekt „Finis Ghetto“ od autorů Alfreda Hurtiga, Matěje Strunce a Jana Hejdy a zrealizován byl v omezené podobě (plánovalo se vybourání skoro celého Starého města). Asanace byla dokončena v roce 1913, počet obyvatel se snížil asi o dvě třetiny. K podobným „asanacím“ došlo i v jiných evropských městech (např. ve Vídni).

Prapor Židovského města od roku 1922 zastoupený ve společenství Velké Prahy

Součástí plánu asanace bylo zbourání všech domů, několika synagog a přebudování systému ulic (jejich srovnání a rozšíření). Zůstalo pouze šest níže zmíněných synagog, Židovská radnice a Starý židovský hřbitov. Ze zmizelých synagog můžeme uvést např. Velkodvorskou, Cikánovu či Novou. 
Přímo v souvislosti s asanací a inspirovaná mj. Hausmannovou přestavbou Paříže a jejími avenue vznikla urbanistická koncepce nové městské osy, kterou tvořila dnešní Pařížská ulice a na ni navazující neméně reprezentativní secesní Čechův most. Četné smělé plány na pokračování osy směrem na Letnou (serpentina, průkop, tunel ad., veřejné budovy na Letné) i na Václavské náměstí (proražení nové třídy) zůstaly po další desetiletí nerealizovány. Nakonec po druhé světové válce zvítězil úmysl dopravní osu posunout dále od historického jádra města a byla realizována v ose Revoluční třídy přes nový Švermům (Štefánikův) most a Letenský tunel. Velkorysá osa Pařížské a Čechova mostu, která „ústila nikam“ – tedy končila zelenou strání, byla zakončena monumentálním schodištěm s gigantickým sousoším Stalinova pomníku.
Původní, předasanační podoba Josefova je patrně nejdůkladněji zachycena na známém Langweilově modelu Prahy z 19. století, dále v díle Jindřicha Eckerta a dalších fotografů nebo na akvarelech Václava Jansy.

### Druhá světová válka
Za druhé světové války a nacistické okupace byli Židé deportováni do koncentračních táborů. Z opuštěného Josefova se stalo skladiště konfiskovaného majetku. Po ukončení války zůstalo mnoho pozůstalosti v rukách Židovského muzea, protože jeho původní majitelé byli zavražděni v koncentračních táborech a židovské muzeum se tak stalo druhým největším židovským muzeem na světě. Roku 1944 byla provedena radikální změna katastrální hranice Josefova, při níž Josefov získal své dnešní hranice. Až do té doby se katastr Josefova skládal ze dvou nesouvisejících enkláv – větší západní a drobné východní. Hranice obou částí byly značně křivolaké a kopírovaly půdorys z doby před výše zmíněnou asanací, přičemž celá řada domů, postavených po ní, zasahovala do katastru sousedního Starého Města. Od této úpravy hranic prochází hranice Josefova ulicemi a žádný dům již nezasahuje do Starého Města. Dlužno dodat, že z východní enklávy zůstal Josefovu pouze blok domů se Španělskou synagogou.

### Po druhé světové válce
Do 60. let 20. století se počet obyvatel začal opět zvyšovat, předválečné úrovně však nedosáhl. Od 60. let opět začal počet obyvatel klesat, když začalo stoupat kancelářské a obchodní využití čtvrti, zvláště v souvislosti s velkým rozvojem turistického ruchu. Tento trend zesílil po sametové revoluci. Ke konci roku 2013 tak na Josefově bydlelo méně než 1 400 obyvatel, tedy téměř o 90 % méně než před asanací.

## Památky

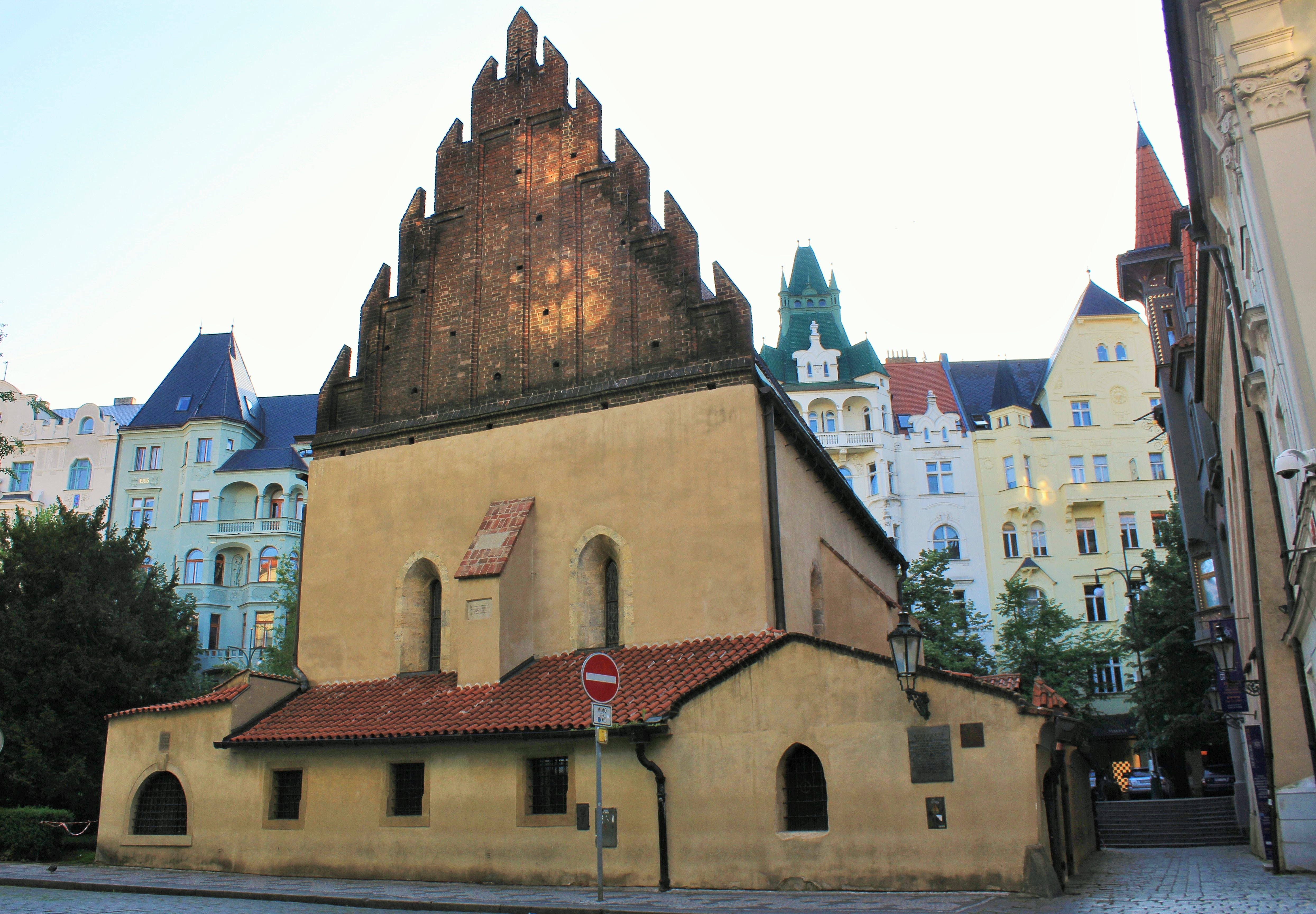
Staronová synagoga na pozadí eklektické zástavby

Z původního ghetta se zachovaly jen radnice, hřbitov a šest synagog:
- Staronová synagoga ze 13. století, jedna z nejstarších dochovaných a stále fungujících synagog
- Starý židovský hřbitov z 15. století, pohřbena řada významných osobností Židovského města
- Pinkasova synagoga ze 16. století, s památníkem obětí holokaustu
- Klausová, Maiselova a Španělská synagoga – součást expozice Židovského muzea
- Židovská radnice s přiléhající Vysokou synagogou

V době asanace byla u hřbitova postavena novorománská budova pohřebního bratrstva, dnes také součást expozice Židovského muzea.
Z nové zástavby je nejvýznamnější výstavní Pařížská třída, jejíž eklektickou architekturu kombinující motivy různých historických slohů hodnotil Emanuel Poche jako bezcennou a úpadkovou. K Josefovu patří i novorenesanční budova Uměleckoprůmyslového muzea u starého hřbitova.
V Pařížské ulici před Staronovou synagogou se nachází socha Mojžíše od Františka Bílka a před Španělskou synagogou socha Franze Kafky od Jaroslava Róny.

## V kultuře

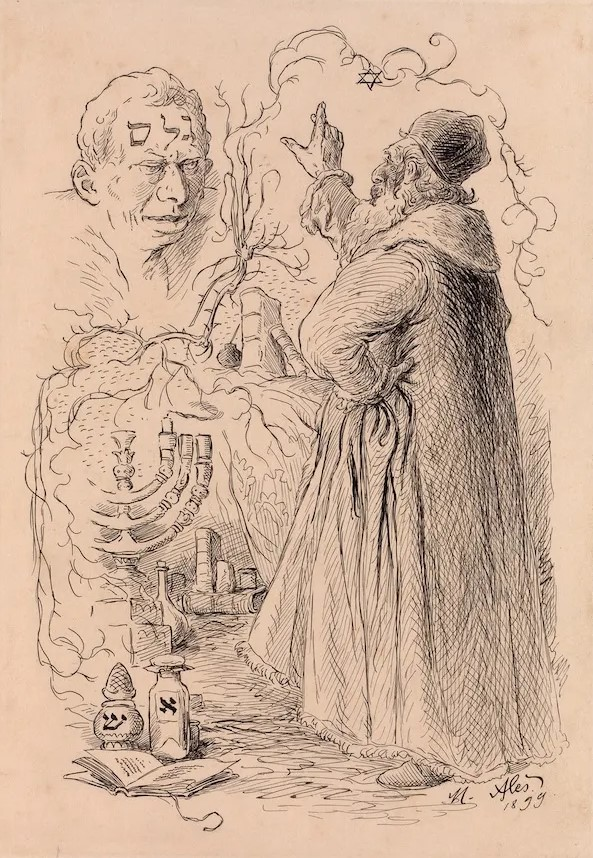
Rabbi Löw oživuje Golema, ilustrace Mikoláše Alše

K pražskému ghettu se váže řada pověstí, které sepsal historik V. V. Tomek v knize Pražské židovské legendy a pověsti. Nejznámější z nich je pověst o rabbi Löwovi a jeho Golemovi. Do prostředí mizejícího starého Josefova také spisovatel Gustav Meyrink situoval svůj román Golem. Spisovatel František R. Kraus ve svých románech a črtech velmi často popisoval specifický genius loci Josefova na přelomu 19. a 20. století a jeho pestrobarevný polosvět figurek, podivínů a různých, dnes již vesměs zaniklých povolání.
Prostředím asanovaných částí Prahy (Josefova a čtvrti Na Františku) se zčásti inspiroval spisovatel Jaroslav Foglar při psaní svých příběhů o tajemných Stínadlech. Předobrazem Vontů mu byly především klukovské party z oblasti Na Františku, známé svou výbojností a uzavřeností. Téma asanace Stínadel mělo být i námětem Foglarova čtvrtého a nikdy nerealizovaného stínadelského příběhu Budou se Stínadla bourat?